# Brian Kaltak
Brian Kaltak (Port Vila, 30 settembre 1993) è un calciatore vanuatuano, difensore del C.C. Mariners e della nazionale vanuatuana.

## Carriera

### Club
Ha giocato nelle prime divisioni di vari paesi oceaniani (Isole Salomone, Papua Nuova Guinea, Vanuatu, Figi e Nuova Zelanda).

### Nazionale
Ha esordito in nazionale nel 2011, prendendo parte alla Coppa d'Oceania del 2012, a quella del 2016 ed a quella del 2024.

## Statistiche

### Cronologia presenze e reti in nazionale
| Cronologia completa delle presenze e delle reti in nazionale ― Vanuatu | Cronologia completa delle presenze e delle reti in nazionale ― Vanuatu | Cronologia completa delle presenze e delle reti in nazionale ― Vanuatu | Cronologia completa delle presenze e delle reti in nazionale ― Vanuatu | Cronologia completa delle presenze e delle reti in nazionale ― Vanuatu | Cronologia completa delle presenze e delle reti in nazionale ― Vanuatu | Cronologia completa delle presenze e delle reti in nazionale ― Vanuatu | Cronologia completa delle presenze e delle reti in nazionale ― Vanuatu |
| Data                                                                   | Città                                                                  | In casa                                                                | Risultato                                                              | Ospiti                                                                 | Competizione                                                           | Reti                                                                   | Note                                                                   |
| ---------------------------------------------------------------------- | ---------------------------------------------------------------------- | ---------------------------------------------------------------------- | ---------------------------------------------------------------------- | ---------------------------------------------------------------------- | ---------------------------------------------------------------------- | ---------------------------------------------------------------------- | ---------------------------------------------------------------------- |
| 27-8-2011                                                              | Numea                                                                  | Nuova Caledonia                                                        | 5 – 0                                                                  | Vanuatu                                                                | Amichevole                                                             | -                                                                      | 28’                                                                    |
| 30-8-2011                                                              | Numea                                                                  | Vanuatu                                                                | 5 – 1                                                                  | Tuvalu                                                                 | Amichevole                                                             | -                                                                      |                                                                        |
| 1-9-2011                                                               | Numea                                                                  | Vanuatu                                                                | 1 – 0                                                                  | Isole Salomone                                                         | Amichevole                                                             | -                                                                      |                                                                        |
| 3-9-2011                                                               | Numea                                                                  | Guam                                                                   | 0 – 1                                                                  | Vanuatu                                                                | Amichevole                                                             | -                                                                      |                                                                        |
| 5-9-2011                                                               | Numea                                                                  | Samoa Americane                                                        | 0 – 8                                                                  | Vanuatu                                                                | Amichevole                                                             | -                                                                      | 75’                                                                    |
| 1-6-2012                                                               | Honiara                                                                | Vanuatu                                                                | 2 – 5                                                                  | Nuova Caledonia                                                        | Coppa d'Oceania 2012                                                   | -                                                                      |                                                                        |
| 3-6-2012                                                               | Honiara                                                                | Vanuatu                                                                | 5 – 0                                                                  | Samoa                                                                  | Coppa d'Oceania 2012                                                   | 1                                                                      | Cap.                                                                   |
| 5-6-2012                                                               | Honiara                                                                | Tahiti                                                                 | 4 – 1                                                                  | Vanuatu                                                                | Coppa d'Oceania 2012                                                   | -                                                                      | 61’                                                                    |
| 7-11-2015                                                              | Port Vila                                                              | Vanuatu                                                                | 1 – 1                                                                  | Figi                                                                   | Amichevole                                                             | -                                                                      |                                                                        |
| 10-11-2015                                                             | Port Vila                                                              | Vanuatu                                                                | 2 – 1                                                                  | Figi                                                                   | Amichevole                                                             | 1                                                                      |                                                                        |
| 26-3-2016                                                              | Port Vila                                                              | Vanuatu                                                                | 2 – 1                                                                  | Nuova Caledonia                                                        | Amichevole                                                             | 1                                                                      | 46’                                                                    |
| 28-5-2016                                                              | Port Moresby                                                           | Vanuatu                                                                | 0 – 1                                                                  | Isole Salomone                                                         | Coppa d'Oceania 2016                                                   | -                                                                      |                                                                        |
| 31-5-2016                                                              | Port Moresby                                                           | Vanuatu                                                                | 0 – 5                                                                  | Nuova Zelanda                                                          | Coppa d'Oceania 2016                                                   | -                                                                      |                                                                        |
| 4-6-2016                                                               | Port Moresby                                                           | Figi                                                                   | 2 – 3                                                                  | Vanuatu                                                                | Coppa d'Oceania 2016                                                   | 1                                                                      | 58’                                                                    |
| 14-11-2018                                                             | Port Vila                                                              | Vanuatu                                                                | 0 – 1                                                                  | Nuova Caledonia                                                        | Amichevole                                                             | -                                                                      |                                                                        |
| 17-11-2018                                                             | Port Vila                                                              | Vanuatu                                                                | 2 – 1                                                                  | Nuova Caledonia                                                        | Amichevole                                                             | -                                                                      |                                                                        |
| 3-6-2019                                                               | Port Vila                                                              | Vanuatu                                                                | 2 – 0                                                                  | Tahiti                                                                 | Amichevole                                                             | -                                                                      |                                                                        |
| 10-6-2019                                                              | Port Vila                                                              | Vanuatu                                                                | 0 – 0                                                                  | Figi                                                                   | Amichevole                                                             | -                                                                      |                                                                        |
| 10-7-2019                                                              | Apia                                                                   | Papua Nuova Guinea                                                     | 2 – 0                                                                  | Vanuatu                                                                | Amichevole                                                             | -                                                                      | Cap.                                                                   |
| 12-7-2019                                                              | Apia                                                                   | Vanuatu                                                                | 0 – 0                                                                  | Nuova Zelanda under 23                                                 | Amichevole                                                             | -                                                                      | Cap.                                                                   |
| 18-7-2019                                                              | Apia                                                                   | Vanuatu                                                                | 11 – 0                                                                 | Samoa                                                                  | Amichevole                                                             | 1                                                                      | Cap.                                                                   |
| 22-3-2022                                                              | Qatar                                                                  | Vanuatu                                                                | 1 – 2                                                                  | Figi                                                                   | Amichevole                                                             | -                                                                      | 33’                                                                    |
| 9-6-2023                                                               | Bhubaneswar                                                            | Libano                                                                 | 3 – 1                                                                  | Vanuatu                                                                | Coppa Intercontinentale 2023 - 1º turno                                | -                                                                      | Cap. 46’                                                               |
| 12-6-2023                                                              | Bhubaneswar                                                            | Vanuatu                                                                | 0 – 1                                                                  | India                                                                  | Coppa Intercontinentale 2023 - 1º turno                                | -                                                                      | Cap.                                                                   |
| 15-6-2023                                                              | Bhubaneswar                                                            | Vanuatu                                                                | 1 – 0                                                                  | Mongolia                                                               | Coppa Intercontinentale 2023 - 1º turno                                | -                                                                      | Cap.                                                                   |
| Totale                                                                 |                                                                        | Presenze                                                               | 25                                                                     |                                                                        | Reti                                                                   | 5                                                                      |                                                                        |

## Palmarès

### Club

#### Competizioni nazionali
- National Soccer League: 2

Hekari United: 2011-2012, 2014
- Telekom National Club Championship: 2

Solomon Warriors: 2012, 2015-2016
- Honiara FA League: 2

Solomon Warriors: 2012, 2013
- Campionato vanuatuano: 2

Amicale: 2014-2015
Erakor Golden Star: 2015-2016
- National Football League: 1

Lautoka: 2018
- Campionato interdistrettuale figiano: 1

Lautoka: 2018
- Campionato neozelandese: 1

Auckland City: 2019-2020
- Campionato australiano: 2

Central Coast Mariners: 2022-2023, 2023-2024
- Premier's Plate: 1

Central Coast Mariners: 2023-2024

#### Competizioni internazionali
- Coppa dell'AFC: 1

Central Coast Mariners: 2023-2024